# Jacques Lavigne (homme politique)
Pour les articles homonymes, voir Jacques Lavigne et Lavigne.
Jacques Lavigne est un homme politique français, né le 9 août 1920 au Bouscat et mort le 17 juillet 1982 à Bordeaux.

## Mandats électoraux
- Conseiller municipal de Bordeaux (1947-1959), adjoint au maire chargé de l'instruction publique, des beaux-arts et des archives municipales (1947-1953) puis de la faculté des sciences (1953-1959)[2]
- Député de la troisième circonscription de la Gironde (1958-1967)
- Conseiller général du canton de Bordeaux-4 (1949-1967)